# Tell Your Children
Tell Your Children er en britisk stumfilm fra 1922 af Donald Crisp.

## Medvirkende
- Doris Eaton som Rosny Edwards
- Walter Tennyson som John Haslar
- Margaret Halstan som Lady Sybil Edwards
- Warwick Ward som Lord Belhurst
- Adeline Hayden Coffin som Nanny Dyson
- Gertrude McCoy som Maudie
- Mary Rorke som Susan Hasler